# Czertież (obwód wołogodzki)
Czertież (ros. Чертеж) – wieś w Rosji, w rejonie waszkińskim obwodu wołogodzkiego. W 2010 r. liczyła 21 mieszkańców.